# Notholirion macrophyllum
Notholirion macrophyllum är en liljeväxtart som först beskrevs av David Don, och fick sitt nu gällande namn av Pierre Edmond Boissier. Notholirion macrophyllum ingår i släktet Notholirion och familjen liljeväxter. Inga underarter finns listade.

## Bildgalleri

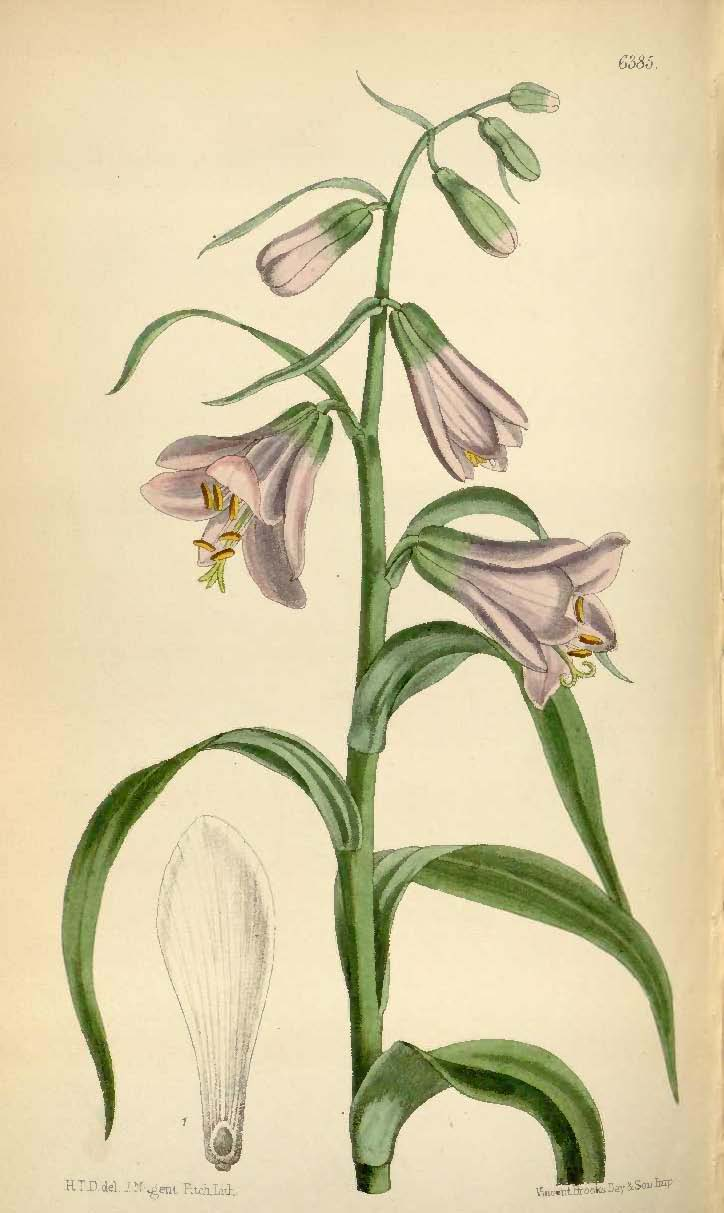